# Couvent des Carmes (Toulouse)
Pour les articles homonymes, voir Couvent des Carmes.
Le couvent des Carmes de Toulouse est un ancien établissement religieux, fondé au XIIIe siècle par les Carmes. Désaffectés à la Révolution française, l'église et le couvent sont détruits en 1808, tandis qu'une grande place est aménagée à son emplacement. Le site est aujourd'hui occupé par le parking-marché des Carmes.

## Histoire
Les religieux carmes s'installent à Toulouse dans la première moitié du XIIIe siècle, près du faubourg Saint-Michel, à la chapelle Notre-Dame-du-Férétra. Plusieurs habitants de la ville avaient cependant obtenu en 1242 du comte de Toulouse, Raimond VII, qu'il leur accorde l'autorisation d'acheter à des juifs certaines maisons de la rue Joutx-Aigues. En 1264, grâce à un attestatoire des capitouls, les religieux reçoivent finalement du pape Clément IV la permission de s'installer en ville. Grâce à plusieurs donations, ils font construire leur couvent à l'intérieur d'un vaste moulon (actuelle place des Carmes), le long de la Grand-rue (côté ouest de l'actuelle place des Carmes). 
L'installation des Carmes n'est cependant pas sans provoquer des troubles. Leur présence, au cœur du quartier juif, provoque des tensions avec une communauté de plus en plus maltraitée et persécutée. Une légende veut que le couvent ait été assiégé par les juifs, menés par le fils du viguier, en août 1266. Les conflits sont également nombreux avec le chapitre cathédral de Saint-Étienne et ne sont réglés qu'en 1270, grâce à l'intervention du comte, Alphonse de Poitiers, qui obtient l'accord des chanoines de Saint-Étienne en échange d'une redevance annuelle. L'église des Carmes, placée sous le vocable de Sainte-Marie-du-Mont-Carmel, est consacrée en 1270.
Le couvent des Carmes occupe au XIVe siècle un quadrilatère de 90 mètres de long sur 75 mètres de large. À l'ouest, la Grand-rue ou rue du Couvent-des-Carmes (côté ouest de l'actuelle place des Carmes) longe l'église conventuelle Sainte-Marie-du-Mont-Carmel, dont l'entrée se fait par un grand porche de 10 mètres de large (face à l'actuel no 9). On trouve, près de la porte de l'église, une recluse. Au nord, la rue de Sainte-Marie-du-Mont-Carmel (côté nord de l'actuelle place des Carmes) longe une partie de l'église. La chapelle du Mont-Carmel, sur le côté nord de l'église, y a également son entrée (face à l'actuel no 17). À l'est, la rue Guilhem-Bernard-Paraire (actuelle rue du Languedoc) borde les bâtiments conventuels. Elle sépare également le couvent de plusieurs dépendances, occupées par les communs et par les trois maisons d'obit des religieux carmes (face à l'actuel no 5 rue Théodore-Ozenne). Elles sont réunies au couvent par un arc jeté au-dessus de la rue, qui prend également le nom de rue de l'Arc-des-Carmes. Au sud enfin, la rue du Juif-Provençal, ou rue du Cloître-des-Carmes (côté sud de l'actuelle place des Carmes), borde justement le cloître, qui y a une petite porte (face à l'actuel no 40). Les pèlerins sont également nombreux, qui affluent au couvent à cause des miracles accomplis par la Vierge du Mont-Carmel de Toulouse.
À la fin du Moyen Âge, la population du quartier est composée de petits marchands et d'artisans, pour la plupart des lanassiers – artisans de la laine (lanaires ou lanassièrs en occitan) – et des drapiers, particulièrement du côté de la Grand-rue. Ils ont d'ailleurs le siège de leurs confréries, celle de la Fraternité de Saint-Crépin et celle de Notre-Dame de l'Espérance, dans l'église des Carmes. 

### Période moderne
Le couvent des Carmes – ou des Grands-Carmes, pour le distinguer des Carmes déchaussés, qui ont établi leur couvent près de la Porte Montgaillard en 1622 – se développe. En 1624, on construit, sur le côté nord de l'église, une petite chapelle, mais elle démolie en 1671 par Gabriel Vendages de Malapeire, conseiller à la Cour du Présidial, qui fait édifier en 1678 une nouvelle chapelle consacrée à Notre-Dame du Mont-Carmel. Elle est décorée entre 1671 et 1692 d'un cycle de peintures dédié la vie de la Vierge. C'est dans cette chapelle qu'est enterré, en 1639, le poète Pierre Goudouli.

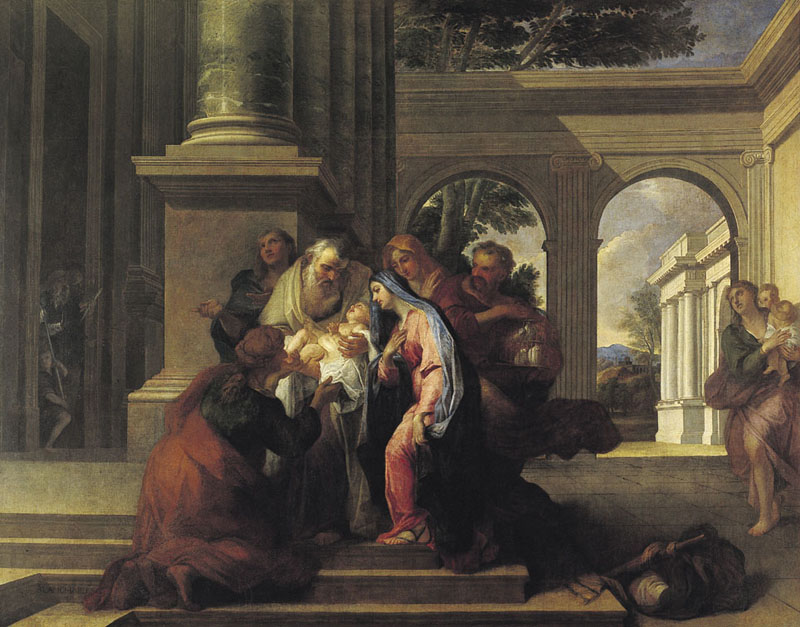
La Purification de la Vierge, par Gabriel Blanchard (1682, Musée des Augustins).
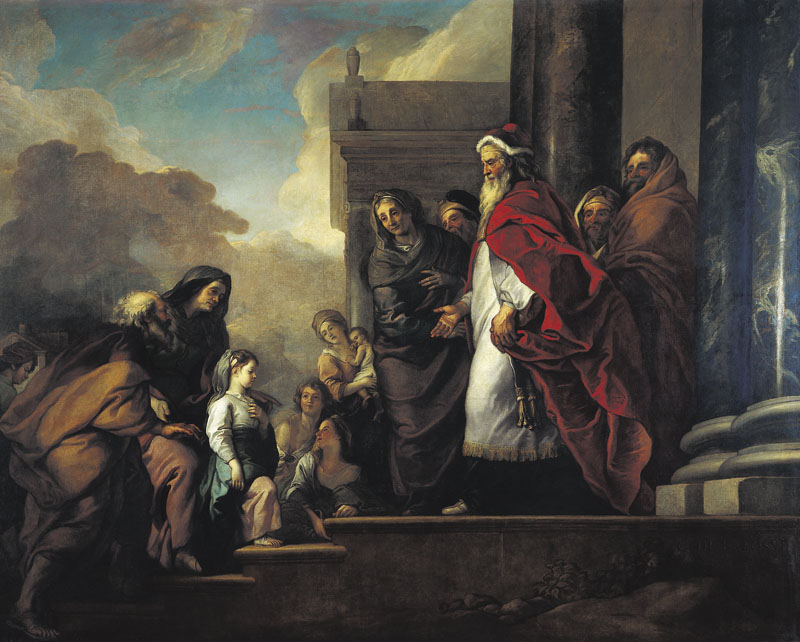
La Présentation au temple, Charles de La Fosse (1682, Musée des Augustins).

### Époque contemporaine

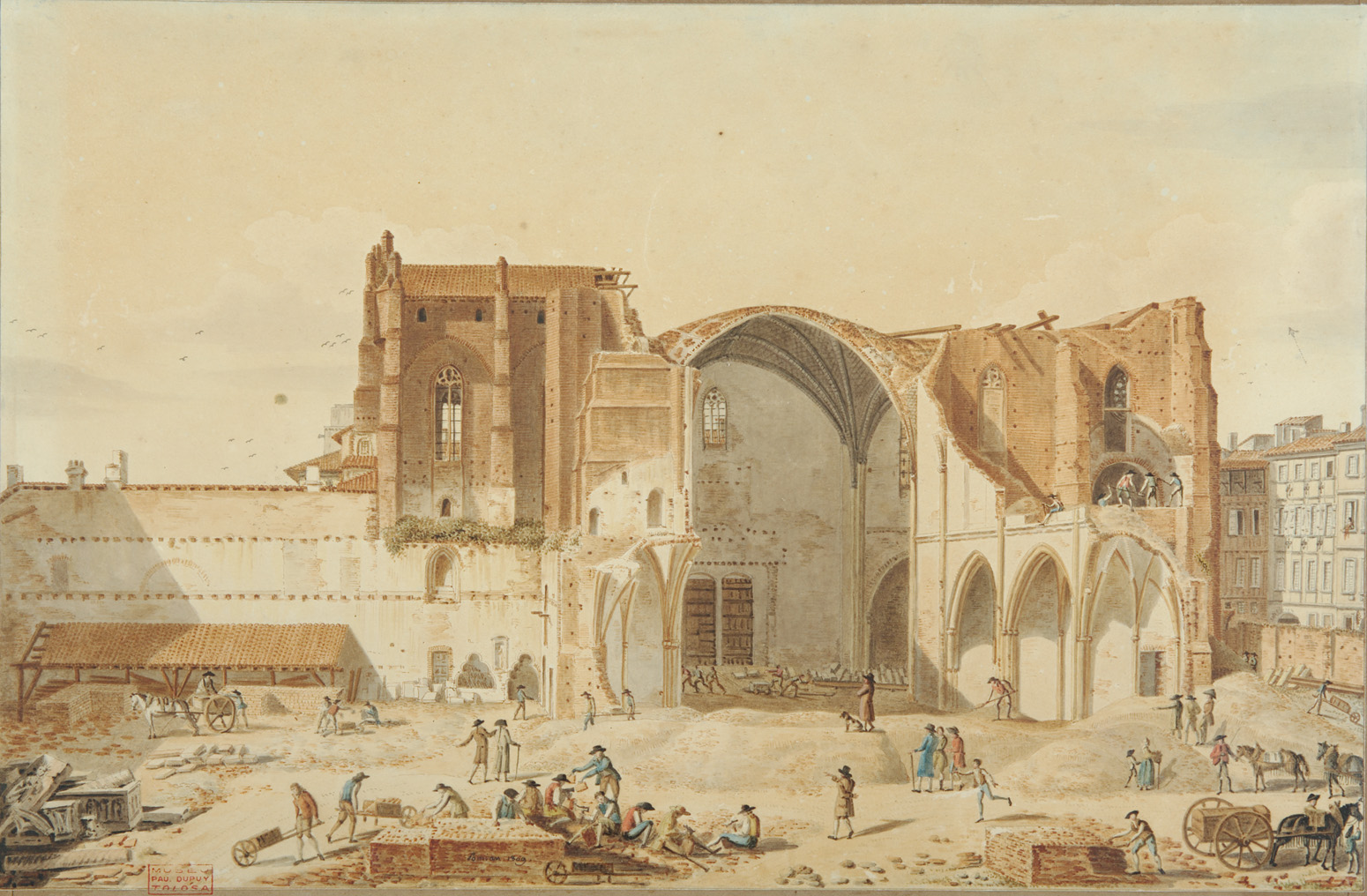
Vue des grands Carmes, par Pascal Pomian (1809, musée Paul-Dupuy).

La Révolution française bouleverse considérablement le couvent des Carmes. En 1790, les communautés religieuses contemplatives sont interdites et, en 1791, les bâtiments du couvent des Carmes deviennent propriété nationale. Les religieux carmes sont expulsés, tandis que l'église est érigée en paroisse. Au début de 1794, en pleine Terreur, elle est aménagée pour la célébration des Fêtes de la Raison, qui s'étaient déroulées l'année précédente dans la cathédrale Saint-Étienne, où elles sont de nouveau déplacées à la fin de l'année. En 1795, l'église est rendue au culte catholique, et, dans le couvent, on installe une salle de danse, finalement fermée en 1797 à cause des bagarres. 
Le 14 mars 1799, l'église et le monastère sont vendus aux enchères pour 90 000 francs, mais l'acquéreur se rétracte. En 1801, on décide la conservation de l'église pour le culte, et la vente des autres bâtiments du couvent. Mais, faute d'entretien, les bâtiments menacent ruine et le maire de la ville, Philippe-Isidore Picot de Lapeyrouse, ordonne en 1803 la démolition de la chapelle du Mont-Carmel qui allait s'effondrer, et le transfert des restes de Goudouli à l'église de la Daurade. Enfin, le 29 novembre 1807, l'église et le couvent sont vendus pour la somme de 66 000 francs à la ville, qui veut tout démolir pour aménager une place : en 1808, l'église et le couvent sont entièrement démolis. En 1813, on installe sur la nouvelle place des Carmes le marché aux herbes, qui était auparavant sur la place Rouaix.